# Enthésite
Ne pas confondre avec Antésite, concentré pour boisson, à base de réglisse.

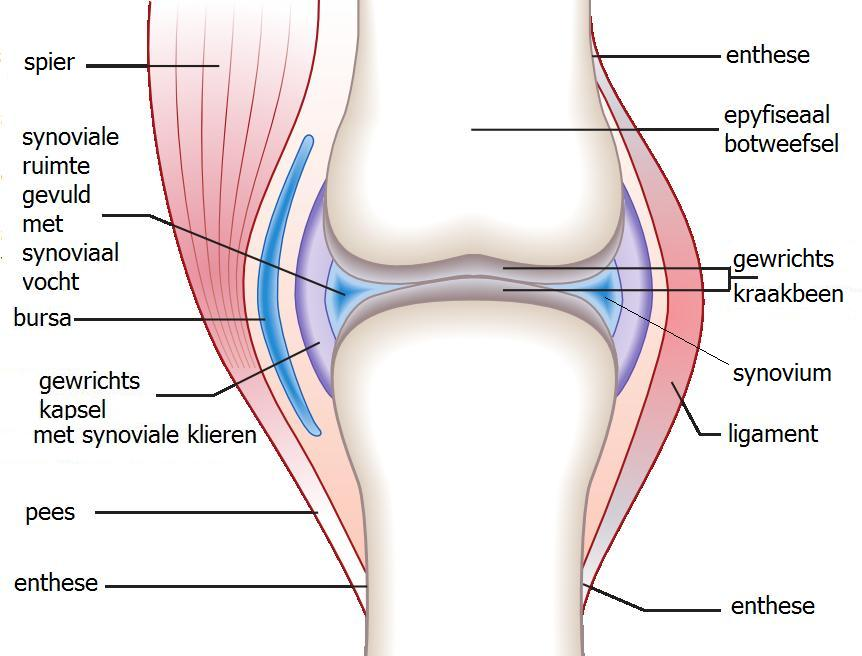
Schéma d'une avec visualisation de l'enthèse, qui sera atteinte en cas d'enthésite

L'enthésite est l'atteinte inflammatoire d'une enthèse, ou insertion d'un tendon.

## Sémiologie
On observe à l'examen clinique:
- Des douleurs sur l'insertion du tendon sur l'os
- Des douleurs sur l'insertion du tendon à l'étirement
- Des douleurs sur l'insertion du tendon à la contraction contrariée
- Les signes du syndrome inflammatoire : rougeur, chaleur et tuméfaction dans la région lésée